# パックマンワールド2
『パックマンワールド2』は、2002年7月25日に、ナムコ（後のバンダイナムコゲームス）より発売された、PlayStation 2用ゲームソフト。1999年に発売された『パックマンワールド 20thアニバーサリー』の続編である。

## 概要
パックマンシリーズの主人公・パックマンを操作し、様々な仕掛けが張り巡らされたステージを攻略していく3Dアクションゲーム。アナログスティックと×ボタン・□ボタンのみで多彩なアクションを行う事ができる手軽な操作性が特徴。
また、「パックマン」「パックマニア」他、往年のパックマンシリーズのアーケードゲームがおまけ要素として収録されており、ステージに点在するアイテムを回収する事でプレイする事ができる。
今作ではカメラが固定されていないためにカメラが変なところへ行きやすくなった。その代わり、カメラを動かせるので距離感は前作よりも掴みやすくなった。今作では光のあるところがゴール地点である。
今作はゲームモードがクエストモードしかない。その代わり、メイズやオリジナルなどは、パックマンむらでプレイすることができる。

日本未発売だが、海外ではNINTENDO GAMECUBE版、Xbox版、Microsoft Windows版、ゲームボーイアドバンス版もある。また2005年に続編の3作目の『en:Pac-Man World 3』も出ている。2008年から2010年にはXbox 360とPlayStation 3用に続編4作目となる『Pac-Man World 4』も開発されていたがキャンセルされている。

2025年9月25日、本作のリメイク版である『パックマンワールド2 リ・パック』が発売予定。

## ストーリー
『パックランド』は、緑とフルーツに恵まれた島。パックマンや仲間達は、その島にある『パックマンむら』と呼ばれる小さな村で静かに暮らしていた。村の中央には『ゴールデンツリー』という大きな木が聳え立っており、その木に実る5つの黄金の果実『ゴールデンフルーツ』の持つ不思議な力が、パックランドをフルーツで満たしていた。
ある夜、いたずら好きのゴースト達が、ゴールデンフルーツをツリーからもぎ取ってしまう。更に、ゴールデンフルーツの力によって封印されていた『スプーキー』と名乗る魔物が復活してしまった。
このままではパックランド中からフルーツが無くなり、スプーキーに支配されてしまう。パックマンは奪われたゴールデンフルーツを取り戻す為、冒険の旅に出る。
まず、彼はゴースト4人組のひとり、ブリンキーと対決する。ブリンキーは巨大で頑丈なカエルメカに乗って応戦するが、口から発射するベロベロが弱点だと自ら明かしてしまい、パックマンに倒される。
次いでパックマンは、まよいのもりへ行き、 ゴーストのひとりインキーと対決する。
その後、パックマンは寒冷地であるブレード山に到着し、山の監視員・パックレンジャーから助言を得たのち、ゴースト4人組唯一の女性メンバー・ピンキーを倒す。それからパックマンは、しゃくねつのどうくつにてゴースト4人組のリーダー・クライドを倒す。
さらにパックマンは海中を探索し、プロフェッサーパックが自身の探査艇を改造して作った「パックマリン号」に乗ってゴースト4人組が登場する「メガホエール」を撃破する。
そして、パックマンはゴーストアイランドに乗り込み、ゴールデンツリーの弟・ゴーストツリーと対面する。途中、パックマンに課した試練を解かれたゴーストツリーは力尽きる。これを知ったスプーキーは怒りのあまり、ゴールデンツリーを根刮ぎ奪い、パックマンに勝負を挑む。パックマンは、ゴールデンフルーツの力でゴールデンパックマンに変身し、スプーキーを撃破する。敗北したスプーキーは「ゴースト達がまた俺を復活させる」と言い残し、ゴールデンツリーの根元へ再び封印される。

## 登場キャラクター

### パックマン
本作の主人公。「ヒップアタック」や「パックダッシュ」など、様々なアクションを駆使しつつステージを攻略していく。操作せずにそのまま放置しておくと、体操をしたりパックドットでリフティングしたりする。ボス戦の時のみプレイヤーにアドバイスする形で喋る。常に笑顔だが、他人の話を聞いている時やスケートで滑っている時などは気の抜けたような顔をする。前作や「ハロー!パックマン」などでは家族が登場していたが、今作では登場していない（飼い犬のチャンプ・チャンプは姿形を変えて登場する）。

### ゴースト
シリーズでお馴染みの敵キャラクター。本来は「モンスター」と呼ばれるが、今作ではゴーストの名称が使われている。スプーキーの命令でゴールデンフルーツを死守する。それぞれボスステージで巨大マシンに搭乗し、パックマンを待ち構える。「メイズ」でも登場し、パックマンに襲いかかる。名前は前作に引き続き英名のものが使われている。
クライド
声 - 緑川光
赤色のゴースト。ゴースト4人組のリーダー。他のメンバー（主にスプーキー）を見下したような発言が多い。
ブリンキー
声 - 西脇保
橙色のゴースト。自身が搭乗するカエルメカの弱点をバラしてしまうなど、口が軽い。
インキー
声 - 野田順子
水色のゴーストで、ノコギリマシンに乗ってパックマンを襲う。パックマンを見くびっており、自信に満ちた発言が目立つ。
ピンキー
声 - 中山さら
桃色のゴースト。4人組の紅一点。色気付いた口調でパックマンを挑発する。

### 悪役
スプーキー
声 - 郷里大輔
大柄で筋肉質な悪魔。かつてパックマンナイトとゴールデンフルーツによってゴールデンツリーの下に封印されていたが、ゴーストがゴールデンフルーツを取ったことで復活し、自身のカリスマ性でゴーストを部下にする。
ゴーストツリー
声 - 郷里大輔
本名は「ウォームウッド」。ゴールデンツリーの弟。ゴーストアイランドの力の源となっており、口の中に炎が灯っている。最終ステージで待ち構え、パックマンを迷宮や幾多の罠、試練で苦しめようとする。最後はパックマンに試練を解かれ、力尽きる。

### パックマンの味方
プロフェッサーパック
声 - 青野武
パックマンむらの教授。パックマンにパックマンナイトとゴールデンフルーツの伝説を説く。ゲーム後半では「パックマリン号」なる潜水艇を開発し、パックマンをサポートする。
クリエ
パックマンむらのゲームセンターを経営している女性。規定枚数の「ナムココイン」を集める事で、歴代「パックマン」アーケードゲームを遊ばせてくれたりジュークボックス（サウンドテスト）を使わせてくれる。
ギャラリーの主人
ゴールデンフルーツを奪いに来たゴースト達に、パックマンむらのアートギャラリーを壊されてしまう。ナムココインを90枚渡すと修理が完了し、ギャラリーの中へ通してくれるようになる。
エンディングムービーを除き、村人は以上の3人しか登場しない。
パックレンジャー
声 - 稲田徹
ブレード山を管理しているブレード山の監視員。ブレード山を攻略に向かうパックマンに助言を与える。
チャンプ・チャンプ
パックマンの飼い犬。エンディングでパワーエサを食べ、ゴースト達をお仕置きする。前作では現実の犬に近いデザインだったが、今作ではよりパックマンの種族に近い一頭身のデザインになっている。

### 敵キャラクター
ゴースト
上記のゴースト4人組とは異なり、ザコキャラクターとして登場する。「パワーエサ」を取った状態でない限り倒す事はできない。パックマンが「パワーエサ」を取ると、アーケードゲームのように青色へ変化（イジケ状態）し、慌てふためく。食べると目玉のみを残して何処かへと逃げ去ってしまうが、復活する事はない。今作では紫色と赤色の二色が登場する。紫色のゴーストは通常のゴーストと行動が同じで攻撃は仕掛けてこないが、赤色のゴーストは何らかの攻撃を仕掛けてくる。今作では火の玉を投げて来る上位種も登場する。
クマ
凶暴な一頭身のクマ。近付くと地面を揺らしながら襲いかかる。ヒップアタックで倒す事ができるがパックダッシュが効かない。「こおりのみちをのぼれ!」では白いクマが登場する。「のどかなそうげん」で初登場。
クモ
ヒップアタックで倒す事ができる。「まよいのもり」で初登場。
レブロールラム
ゴールデンフルーツを奪われた影響で凶暴化してしまった、ブレード山に生息するヒツジ。パックマンを見つけるとパックダッシュのように高速で体当たりを仕掛けて来る。パックダッシュで体当たりすると目を回し、その隙にヒップアタックを当てれば倒す事ができる。「ブレード山をゆく」で初登場。
プーカ
『パックマン』と同じナムコのアーケードゲーム『ディグダグ』よりカメオ出演。前作ではパックマンの友人として登場したが、今作では敵として登場する。穴の中から次々と現れ、周辺を飛び跳ねる。特に攻撃はして来ないが、触れると一瞬にして膨らみ破裂し、その破片に触れるとダメージを受けてしまう。「しゃくねつのどうくつ」で初登場。
スケルトン
両手に剣を持った骸骨の剣士。近付くと剣を振り回し攻撃して来る。前作では「海賊船エリア」で初登場したが今作では最終エリアである「ゴーストアイランド」にしか登場しない。

### その他
パックマンナイト
大昔のパックランドの勇者。ゴールデンフルーツの力を借り、スプーキーをゴールデンツリーの下に封じ込めたという伝説が残っている。
パック魔道士
大昔のパックランドの魔法使い。不思議な薬を開発し、ゴールデンフルーツを完成させたとされる。

## アクション
ジャンプ
×を押すことで出来る。攻撃力はないが敵の攻撃をかわしたり地面に空いている穴を回避したりできる。今作では幅跳びをするときと同じ動作をする。
ヒップアタック
おしりを地面に当てる基本技。これで宝箱を破壊したり敵を倒したりすることができる。また、通常のジャンプよりも高い。ジャンプ中に×を押すことでできる。
フリップキック
ジャンプ中に□を押すことで出来る。宙返りをしながらキックをする。空中の敵や物を壊すときに使える。
パックダッシュ
急加速する技。これを使って素早く移動したり敵を倒したり遠くへ移動したり仕掛けを作動することができる。□を押すことでできる。
ドルフィンジャンプ
水面でジャンプすると出来る高いジャンプ。

## アイテム
パックドット、ボス・ギャラクシアン、フルーツは、集めた個数がステージの攻略度に反映される。
パックドット
シリーズでお馴染みのパックマンの好物。1粒10点。50個食べるとライフが1回復する。
ドットチェーン
名前の通り、チェーン上に並んだパックドット。一番端のドットだけ赤い。赤いパックドットを掴むと自動的に移動する。性質は前作のドットレールとほぼ同じ。
パワーエサ
ゴーストを食べる事ができる。全ての敵や障害物に対して無敵になるわけではない。なお、今作では取るとパックマンの全身が光に包まれる。
メタルドット
銀色に輝く大きめのドット。取ると一定時間「メタルパックマン」に変身する。メタル状態の間は敵の攻撃を受け付けなくなり、通常では倒せない敵も倒せるようになる。また水底やマグマの上を歩く事もできるが泳げないのが難点。
ライフ
扇型のアイテム。取るとライフが1回復する。体力が満タンの時には取る事ができない。
1UP
初代パックマンを模したアイテム。取ると残機が1増える。
ナムココイン
ナムコのロゴが描かれた銅のコイン。多く集める事でアーケードゲームを遊んだりジュークボックスを使ったりする事ができる。拾得後はライフに置き換わる。
チェックポイント
緑色のチェックマーク。これを取るとミスしても最後に取ったチェックポイントから再開できる。
時計
黄色い時計。一度クリアしたステージに出現する。これを取るとタイムアタックができる。
ボス・ギャラクシアン
ナムコのシューティングゲーム『ギャラクシアン』よりカメオ出演。取ると「メイズ」へ突入する。「メイズ」とは、初代「パックマン」のゲームをアレンジしたミニゲームで、フィールド上のドットを全て食べればクリアとなる。ステージの背景はギャラクシアンを取ったステージに因んだものになっている。クリアするかゴーストに3回捕まり失敗するとステージ本編に戻される（同時に、コンティニュー扱いとなるのでミスをしてもこの地点から再開できる）。収集要素の一つだが、メイズに失敗すると拾得した事にならなくなる。クリアしたメイズのステージは「パックマンむら」で何度でも遊ぶ事ができる。

### フルーツ
今作では宝箱を開けるのに必要。
チェリー
100点。
ストロベリー
300点。
オレンジ
500点。
アップル
700点。
メロン
1000点。

## 仕掛け
スイッチ
丸い形をしたスイッチ。ヒップアタックで押すと何かが起こる。緑色は一度しか押せないが半永久的に効果がある。黄色は何度でも押せるが一定時間しか効果がない。青色は2つセットになっていることが多く、片方の青色スイッチを押すことでもう片方の青色スイッチが押せるようになる。なお青色の効果は緑色と同じ。
トランポリン
この上を目掛けてヒップアタックすると大きいジャンプができる。前作と違い、空中に設置してあるので落ちると落下ミスになりやすい。前作では斜めにしか飛べなかったが、今作では真上に飛べるタイプも登場。なお斜めに飛ぶタイプは今作では飛ぶ方向を示す矢印が書かれている。
ヘリベーター
この上でパックダッシュするとこれそのものが移動する。空中にあることが多い。
宝箱
今作の宝箱はフルーツのマークが書かれている。その為、このマークと同じフルーツを予め食べていないとヒップアタックをしても壊すことができない。壊すとアイテムが入手できる。
木箱
今作では従来の宝箱に相当するポジション。フルーツを食べていなくても壊せる。中にアイテムが入っている。

## おまけ要素
前述の通り、「ナムココイン」を集める事で「パックマンむら」のアーケードで、以下のゲームのプレイや「ジュークボックス」の使用が可能となる。ゲームはいずれも2人対戦が可能。各ゲームの詳細は、各項リンク先を参照。
パックマン
ナムココイン10枚でプレイ可能。
ミズ・パックマン
ナムココイン80枚でプレイ可能。
パックマニア
ナムココイン70枚でプレイ可能。
パックアタック
ナムココイン30枚でプレイ可能。
ジュークボックス
ゲーム中のBGMを視聴できるサウンドテスト機能のようなもの。ナムココイン60枚で使用可能。